# 이원희 (유도 선수)
이원희(李元熹, 1981년 7월 19일 ~ )는 대한민국의 전 유도 선수다. 종교는 개신교다. 2003년 오사카 세계유도선수권대회, 2003년 제주 아시아유도선수권대회, 2004년 아테네 올림픽, 2006년 도하 아시안게임에서 남자 73kg급 금메달을 각각 획득하였다.
그러나 왕기춘에게 밀려 베이징 올림픽 유도 국가대표 선발전에서 탈락한 후 현역에서 은퇴했다. 베이징 올림픽부터 KBS의 유도 해설을 맡았고, 용인대학교에서 박사 학위를 취득한 후 2011년부터 모교인 용인대학교에서 유도경기지도학과 교수로 재직 중이며, 여자 유도 국가대표팀 코치를 맡고 있다.

## 개인사
2008년에 은퇴한 후 골프선수 김미현과 결혼하여 아들 이예성 군을 두었으나, 2012년에 이혼했다. 맏아들은 전처가 양육하고 있다. 2018년 2월에 국가대표 탁구선수 출신인 윤지혜와 재혼한 후에는 딸 이예하, 아들 이예현을 두고 있다.

## 방송
- 2015년 KBS2 《우리동네 예체능》
- 2016년 MBC 《미스터리 음악쇼 복면가왕》 - 내 집 마련의 꿈 저축맨
- 2017년 MBC 《은밀하게 위대하게》

## 그 외
아테네 올림픽 8강전에서 이원희가 맞붙은 상대는 우크라이나의 헨나디 빌로디드인데, 헨나디의 딸은 훗날 모델급 외모로 널리 알려진 유도선수 다리야 빌로디드다.